# Josef Kinzel

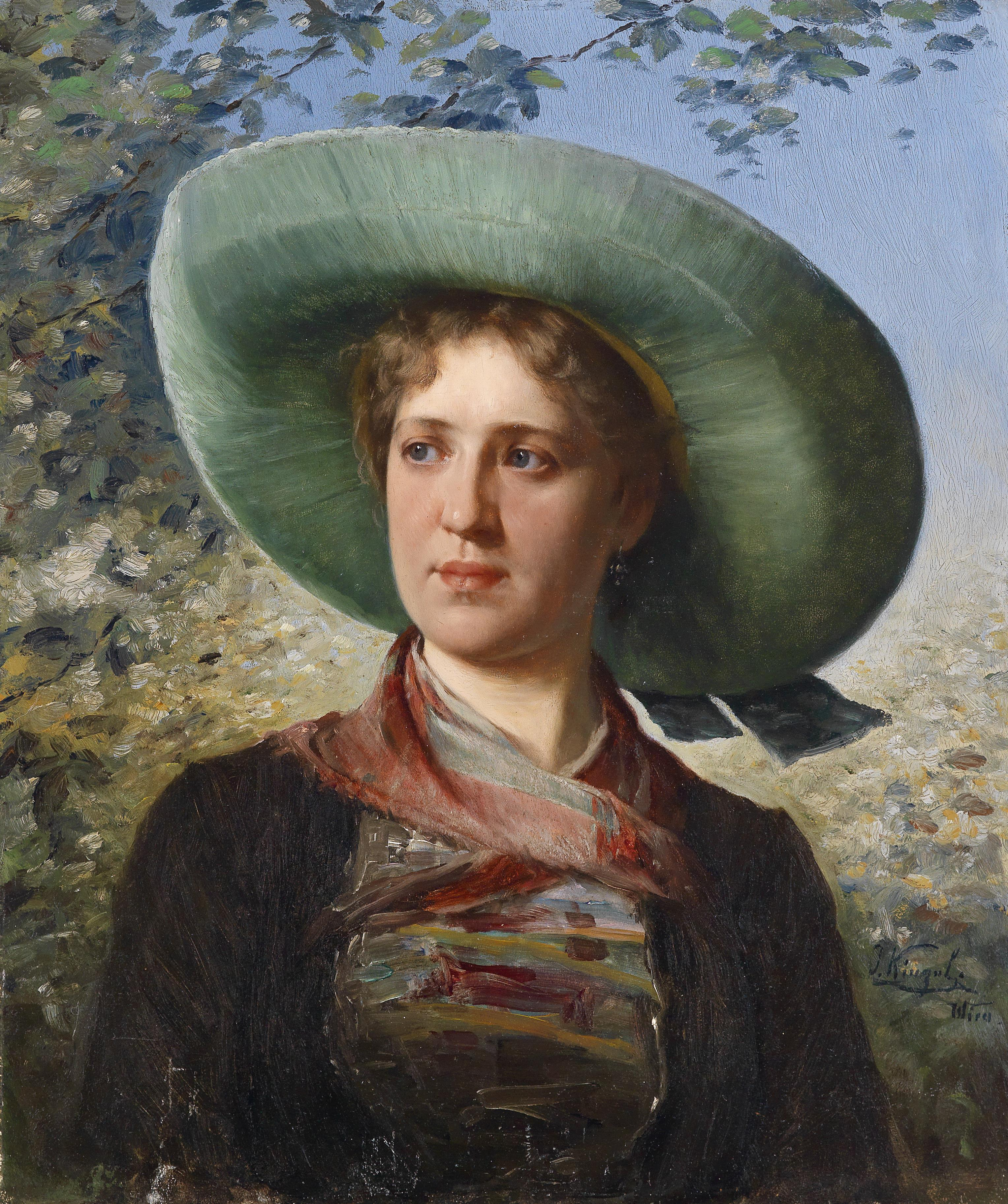
Porträt einer jungen Frau in Tracht

Josef Kinzel (* 4. Mai 1852 in Lobenstein / Österreichisch-Schlesien; † 4. August 1925 in Spitz an der Donau) war ein österreichischer Landschafts- und Genremaler.
Josef Kinzel studierte an der Akademie der Bildenden Künste Wien bei Eduard von Engerth, Karl von Blaas, Carl Wurzinger und August Eisenmenger sowie ab dem 25. Oktober 1879 an der Königlichen Akademie der Künste München bei Alois Gabl und Otto Seitz.
Er wurde 1883 Mitglied des Wiener Künstlerhauses. Seit 1900 besuchte er die niederösterreichische Wachau, zuerst Joching, ab 1905 Weißenkirchen und ab 1919 Spitz an der Donau.
Er beschäftigte sich hauptsächlich mit der Genremalerei, schuf aber auch Landschaftsbilder.
Viele seiner Werke erschienen auch in Form von Holzschnitten.
Er wurde 1903 mit der kleinen Goldenen Staatsmedaille ausgezeichnet und erhielt 1910 den Drasche-Preis.
Seine Tochter Elisabeth Hermine (Liesl) Kinzel (* 18. Mai 1886 in Wien; † 19. Juli 1961 in Spitz an der Donau) wurde Malerin.